# Бейда, Дахане
Дахане Бейда (англ. Dahane Beida; род. 31 декабря 1991, Мавритания) — мавританский футбольный судья.

## Биография
Окончил Университет Лилль I, где получил специальность «инженер-геолог». Владеет французским, английским, испанским и арабским языками.
Арбитр ФИФА с 2016 года. На международном уровне дебютировал в 2019 году в рамках Кубка Конфедераций КАФ, а позднее в Лиге чемпионов КАФ. Бейда также был приглашён работать на юношеском Кубке африканских наций для игроков до 17 лет в 2019 году, где мавританский судья обслуживал и финальную игру между Гвинеей и Камеруном.
Был отобран в качестве арбитра на Кубок африканских наций 2019 года, но матчи турнира не обслуживал.
Судил чемпионат африканских наций 2021 года, Кубок африканских наций 2021, юношеский чемпионат мира для игроков до 17 лет 2023 года. Работал на финалах Кубка конфедераций КАФ 2023 (УСМ Алжир — «Янг Африканс») и Кубка африканских наций 2023 (Нигерия — Кот-д’Ивуар).
Летом 2024 года был приглашён судить Олимпийские игры в Париже.